# Sławatycze

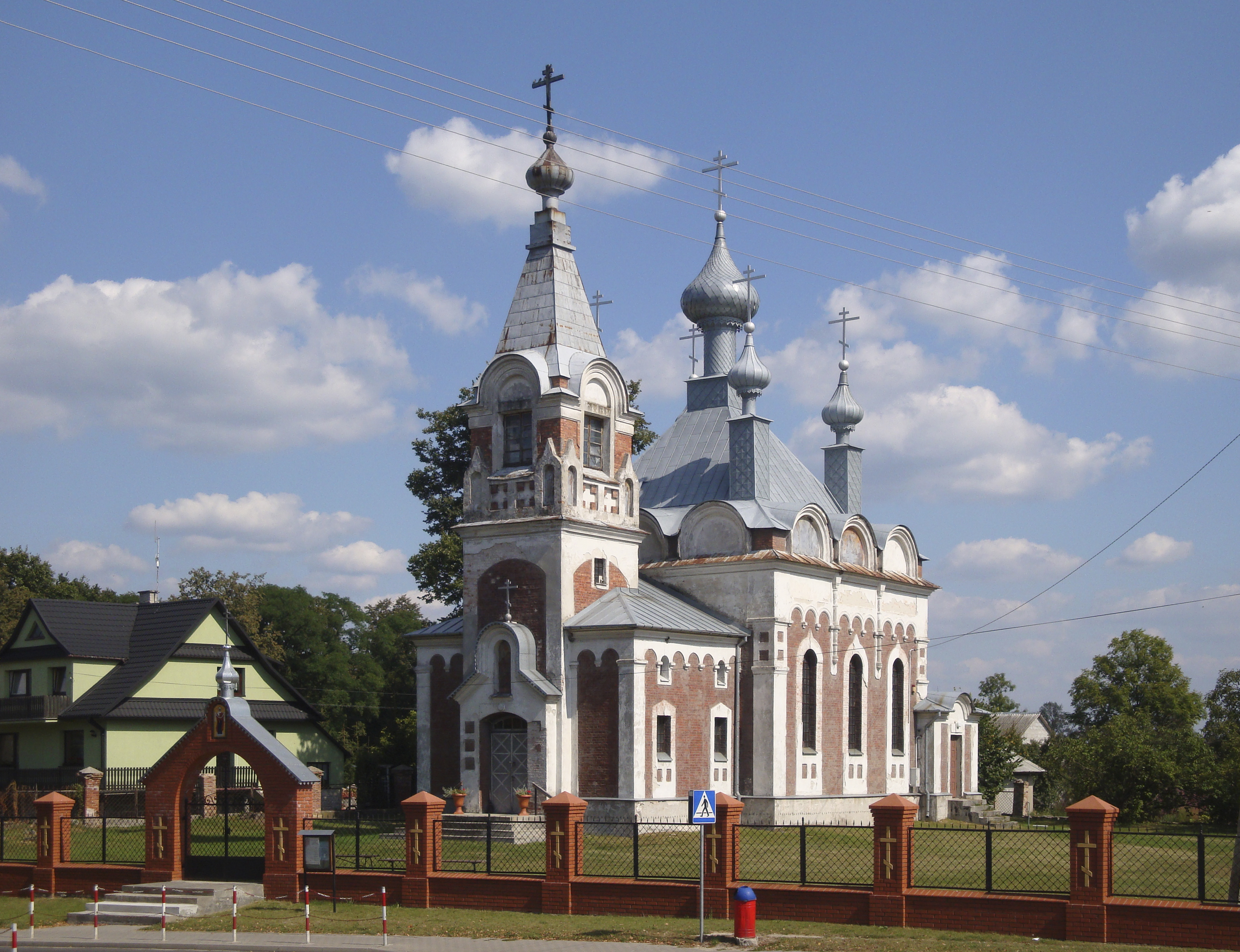
Orthodox church in Sławatycze

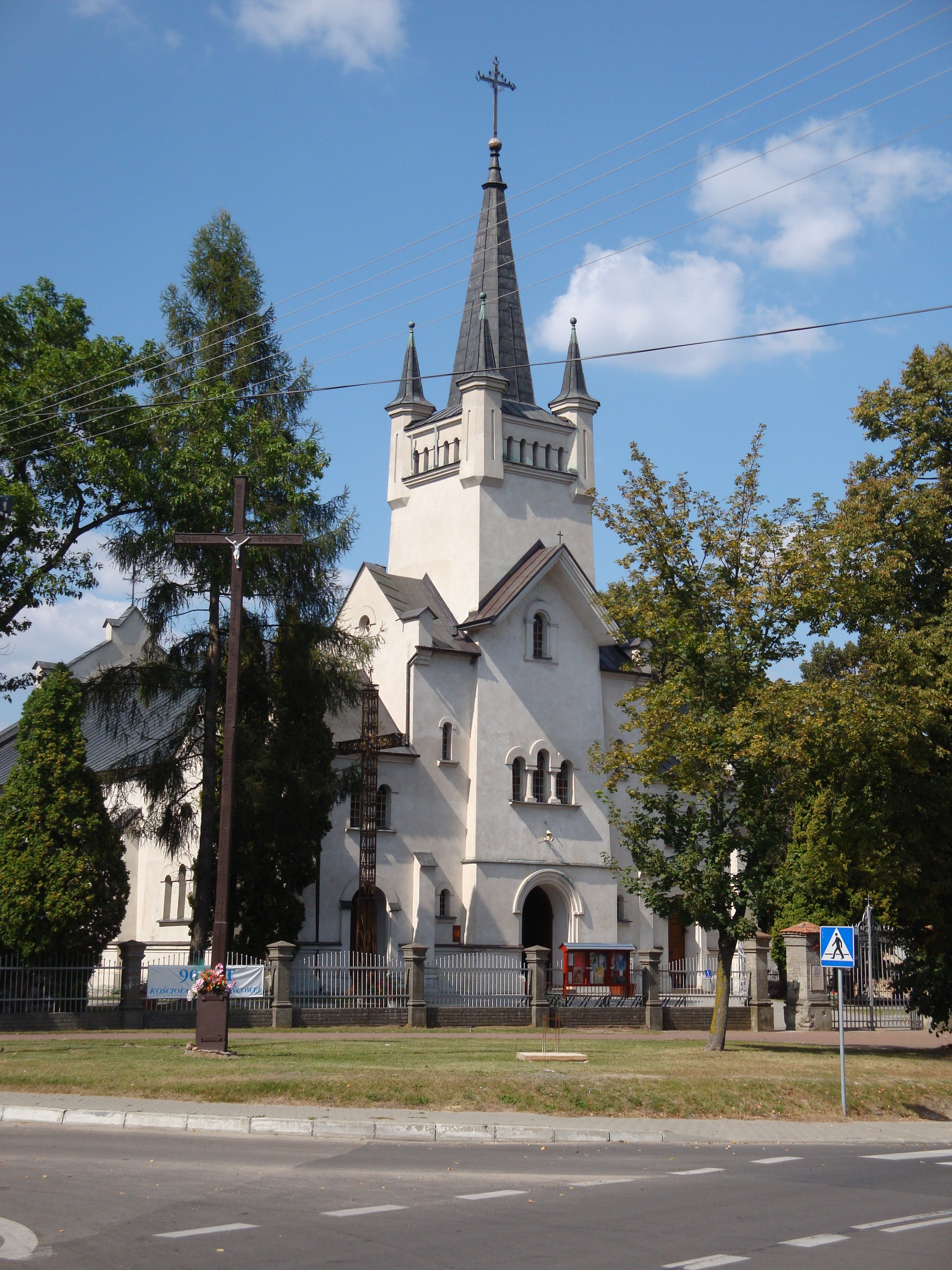
Catholic church in Sławatycze

Sławatycze is een dorp in het Poolse woiwodschap Lublin, in het district Bialski. De plaats maakt deel uit van de gemeente Sławatycze en telt 2738 inwoners.